# Benon
Pour les articles homonymes, voir Benon (homonymie).
Benon est une commune française, située dans le département de la Charente-Maritime (région Nouvelle-Aquitaine).
Ses habitants sont appelés les Benonais et les Benonaises.

## Géographie

### Description
Commune de la région naturelle du Marais poitevin, elle est incluse dans le parc naturel régional du Marais poitevin.

### Communes limitrophes
| Ferrières               | Courçon | La Grève-sur-Mignon, La Laigne               |
| Saint-Sauveur-d'Aunis   | Benon   | Cramchaban                                   |
| Le Gué-d'Alleré, Bouhet | Vouhé   | Saint-Pierre-d'Amilly, Saint-Georges-du-Bois |

## Urbanisme

### Typologie
Au 1er janvier 2024, Benon est catégorisée bourg rural, selon la nouvelle grille communale de densité à 7 niveaux définie par l'Insee en 2022.
Elle est située hors unité urbaine. Par ailleurs la commune fait partie de l'aire d'attraction de La Rochelle, dont elle est une commune de la couronne,. Cette aire, qui regroupe 72 communes, est catégorisée dans les aires de 200 000 à moins de 700 000 habitants,.

### Occupation des sols
L'occupation des sols de la commune, telle qu'elle ressort de la base de données européenne d’occupation biophysique des sols Corine Land Cover (CLC), est marquée par l'importance des forêts et milieux semi-naturels (53,2 % en 2018), une proportion identique à celle de 1990 (53,2 %). La répartition détaillée en 2018 est la suivante : 
forêts (52,9 %), terres arables (37 %), prairies (5,4 %), zones agricoles hétérogènes (3 %), zones urbanisées (1,3 %), milieux à végétation arbustive et/ou herbacée (0,3 %). L'évolution de l’occupation des sols de la commune et de ses infrastructures peut être observée sur les différentes représentations cartographiques du territoire : la carte de Cassini (XVIIIe siècle), la carte d'état-major (1820-1866) et les cartes ou photos aériennes de l'IGN pour la période actuelle (1950 à aujourd'hui).

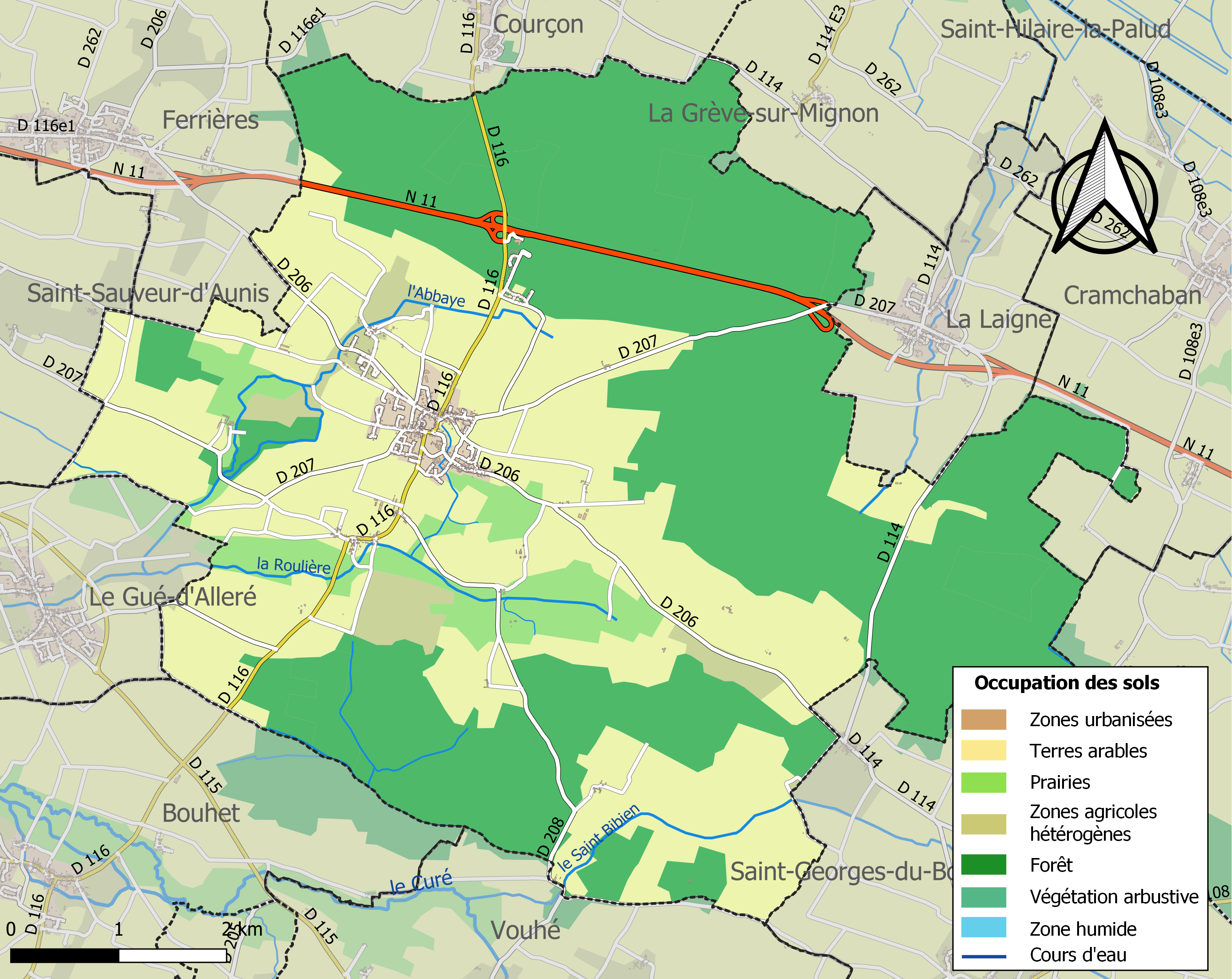
Carte des infrastructures et de l'occupation des sols de la commune en 2018 (CLC).

### Habitat et logement
En 2018, le nombre total de logements dans la commune était de 674, alors qu'il était de 584 en 2013 et de 348 en 2008.
Parmi ces logements, 88 % étaient des résidences principales, 5 % des résidences secondaires et 7 % des logements vacants. Ces logements étaient pour 96,8 % d'entre eux des maisons individuelles et pour 2,8 % des appartements.
Le tableau ci-dessous présente la typologie des logements à Benon en 2018 en comparaison avec celle de la Charente-Maritime et de la France entière. Une caractéristique marquante du parc de logements est ainsi une proportion de résidences secondaires et logements occasionnels (5 %) inférieure à celle du département (22,1 %) et  à celle de la France entière (9,7 %). Concernant le statut d'occupation de ces logements, 76,9 % des habitants de la commune sont propriétaires de leur logement (75,2 % en 2013), contre 65,2 % pour la Charente-Maritime et 57,5 % pour la France entière.
| Typologie                                               | Benon | Charente-Maritime | France entière |
| ------------------------------------------------------- | ----- | ----------------- | -------------- |
| Résidences principales (en %)                           | 88    | 70,7              | 82,1           |
| Résidences secondaires et logements occasionnels (en %) | 5     | 22,1              | 9,7            |
| Logements vacants (en %)                                | 7     | 7,1               | 8,2            |

### Risques naturels et technologiques
Le territoire de la commune de Benon est vulnérable à différents aléas naturels : météorologiques (tempête, orage, neige, grand froid, canicule ou sécheresse), inondations, mouvements de terrains et séisme (sismicité modérée). Il est également exposé à un risque technologique,  le transport de matières dangereuses. Un site publié par le BRGM permet d'évaluer simplement et rapidement les risques d'un bien localisé soit par son adresse soit par le numéro de sa parcelle.

#### Risques naturels
Certaines parties du territoire communal sont susceptibles d’être affectées par le risque d’inondation par débordement de cours d'eau. La commune a été reconnue en état de catastrophe naturelle au titre des dommages causés par les inondations et coulées de boue survenues en 1982, 1993, 1999 et 2010,.

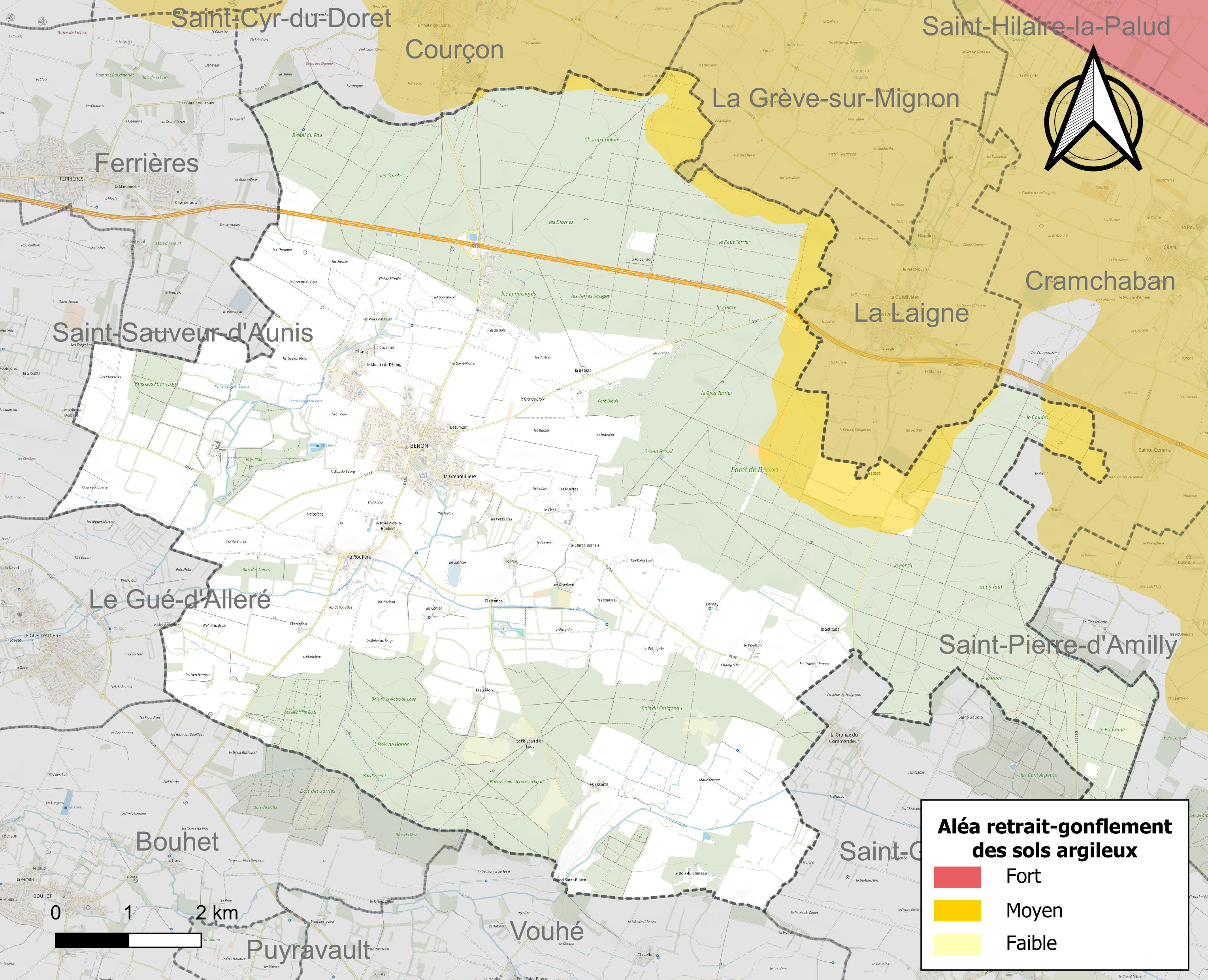
Carte des zones d'aléa retrait-gonflement des sols argileux de Benon.

Les mouvements de terrains susceptibles de se produire sur la commune sont des affaissements et effondrements liés aux cavités souterraines (hors mines) et des tassements différentiels. Par ailleurs, afin de mieux appréhender le risque d’affaissement de terrain, l'inventaire national des cavités souterraines permet de localiser celles situées sur la commune.
Le retrait-gonflement des sols argileux est susceptible d'engendrer des dommages importants aux bâtiments en cas d’alternance de périodes de sécheresse et de pluie. 5,7 % de la superficie communale est en aléa moyen ou fort (54,2 % au niveau départemental et 48,5 % au niveau national). Sur les 660 bâtiments dénombrés sur la commune en 2019,  3 sont en aléa moyen ou fort, soit 0 %, à comparer aux 57 % au niveau départemental et 54 % au niveau national. Une cartographie de l'exposition du territoire national au retrait gonflement des sols argileux est disponible sur le site du BRGM,.
Par ailleurs, afin de mieux appréhender le risque d’affaissement de terrain, l'inventaire national des cavités souterraines permet de localiser celles situées sur la commune.
Concernant les mouvements de terrains, la commune a été reconnue en état de catastrophe naturelle au titre des dommages causés par des mouvements de terrain en 1999 et 2010.

#### Risques technologiques
Le risque de transport de matières dangereuses sur la commune est lié à sa traversée par une ou des infrastructures routières ou ferroviaires importantes ou la présence d'une canalisation de transport d'hydrocarbures. Un accident se produisant sur de telles infrastructures est susceptible d’avoir des effets graves sur les biens, les personnes ou l'environnement, selon la nature du matériau transporté. Des dispositions d’urbanisme peuvent être préconisées en conséquence.

## Histoire

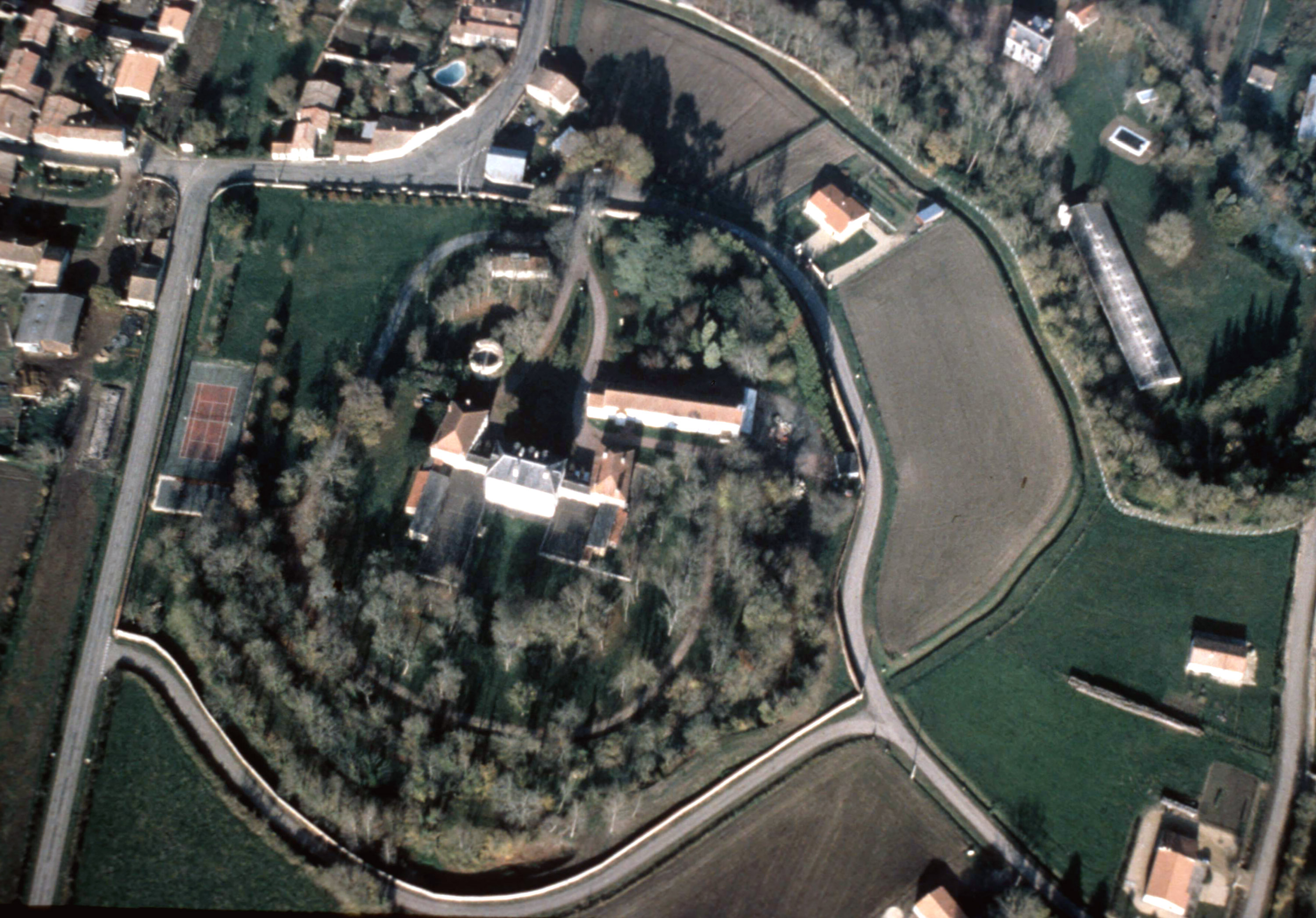
La motte castrale de Benon.

## Administration

### Rattachements administratifs et électoraux

#### Rattachements administratifs
La commune se trouve dans l'arrondissement de La Rochelle du département de la Charente-Maritime.
Après avoir été le chef-lieu d'un fugace canton de Benon de 1793 à 1801, la commune est rattachée en 1801 au canton de Surgères avant de rejoindre en 1819 le canton de Courçon. Dans le cadre du redécoupage cantonal de 2014 en France, cette circonscription administrative territoriale a disparu, et le canton n'est plus qu'une circonscription électorale.

#### Rattachements électoraux
Pour les élections départementales, la commune fait partie depuis 2014 du canton de Marans
Pour l'élection des députés, elle fait partie de la deuxième circonscription de la Charente-Maritime.

### Intercommunalité
Benon était membre de la communauté de communes du canton de Courçon, un établissement public de coopération intercommunale (EPCI) à fiscalité propre créé fin 1999  et auquel la commune avait transféré un certain nombre de ses compétences, dans les conditions déterminées par le code général des collectivités territoriales.
Conformément aux prescriptions de la loi de réforme des collectivités territoriales du 16 décembre 2010, qui a prévu le renforcement et la simplification des intercommunalités et la constitution de structures intercommunales de grande taille, cette intercommunalité a fusionné avec sa voisine pour former, le 1er janvier 2014, la communauté de communes Aunis Atlantique, dont est désormais membre la commune.

### Liste des maires
| Période                                  | Période                      | Identité            | Étiquette | Qualité                                                                                            |
| ---------------------------------------- | ---------------------------- | ------------------- | --------- | -------------------------------------------------------------------------------------------------- |
| Les données manquantes sont à compléter. |                              |                     |           | |
| 2001                                     | 2008                         | Jacques Mervillon   | UMP       | |
| 2008                                     | 2010                         | David Ogier         | UMP       | |
| 2010                                     | mai 2020                     | Sylvie Rocheteau    | UMP → LR  | Employée                                                                                           |
| mai 2020,                                | 2021                         | Alain Tréton        |           | Retraité Démissionnaire                                                                            |
| novembre 2021                            | octobre 2022,                | Thierry Rambaud     |           | Concepteur-rédacteur photographe Mandat écourté par la démission d'une partie du conseil municipal |
| octobre 2022,                            | En cours (au 2 février 2023) | Christophe Vinatier |           | Agent immobilier                                                                                   |

## Équipements et services publics

### Enseignement
Les enfants de la commune sont scolarisés avec ceux de Ferrières dans le cadre d'un regroupement pédagogique intercommunal (RPI). Toutefois, compte tenu de la croissance des effectifs scolaires de Benon, la commune envisage au début des années 2020 de scolariser les élèves dans une école communale.

## Population et société

### Démographie

#### Évolution démographique
L'évolution du nombre d'habitants est connue à travers les recensements de la population effectués dans la commune depuis 1793. Pour les communes de moins de 10 000 habitants, une enquête de recensement portant sur toute la population est réalisée tous les cinq ans, les populations de référence des années intermédiaires étant quant à elles estimées par interpolation ou extrapolation. Pour la commune, le premier recensement exhaustif entrant dans le cadre du nouveau dispositif a été réalisé en 2007.

En 2022, la commune comptait 1 811 habitants, en évolution de +13,26 % par rapport à 2016 (Charente-Maritime : +4,04 %, France hors Mayotte : +2,11 %).
| 1793 | 1800 | 1806 | 1821 | 1831 | 1836  | 1841  | 1846  | 1851  |
| ---- | ---- | ---- | ---- | ---- | ----- | ----- | ----- | ----- |
| 985  | 982  | 464  | 929  | 963  | 1 108 | 1 090 | 1 050 | 1 008 |

| 1856  | 1861  | 1866 | 1872 | 1876 | 1881 | 1886 | 1891 | 1896 |
| ----- | ----- | ---- | ---- | ---- | ---- | ---- | ---- | ---- |
| 1 008 | 1 069 | 938  | 860  | 874  | 882  | 842  | 808  | 811  |

| 1901 | 1906 | 1911 | 1921 | 1926 | 1931 | 1936 | 1946 | 1954 |
| ---- | ---- | ---- | ---- | ---- | ---- | ---- | ---- | ---- |
| 729  | 765  | 773  | 660  | 623  | 584  | 591  | 565  | 554  |

| 1962 | 1968 | 1975 | 1982 | 1990 | 1999 | 2006 | 2007 | 2012  |
| ---- | ---- | ---- | ---- | ---- | ---- | ---- | ---- | ----- |
| 514  | 504  | 416  | 400  | 426  | 514  | 663  | 684  | 1 377 |

| 2017  | 2022  | - | - | - | - | - | - | - |
| ----- | ----- | - | - | - | - | - | - | - |
| 1 625 | 1 811 | - | - | - | - | - | - | - |

#### Pyramide des âges
La population de la commune est relativement jeune.
En 2018, le taux de personnes d'un âge inférieur à 30 ans s'élève à 42 %, soit au-dessus de la moyenne départementale (29 %). À l'inverse, le taux de personnes d'âge supérieur à 60 ans est de 15,8 % la même année, alors qu'il est de 34,9 % au niveau départemental.
En 2018, la commune comptait 804 hommes pour 846 femmes, soit un taux de 51,27 % de femmes, légèrement inférieur au taux départemental (52,15 %).
Les pyramides des âges de la commune et du département s'établissent comme suit.
| Hommes | Classe d’âge | Femmes |
| ------ | ------------ | ------ |
| 1,1    | 90 ou +      | 3,1    |
| 3,6    | 75-89 ans    | 5,2    |
| 9,8    | 60-74 ans    | 8,9    |
| 15,3   | 45-59 ans    | 13,6   |
| 29,1   | 30-44 ans    | 26,6   |
| 12,2   | 15-29 ans    | 14,3   |
| 29,0   | 0-14 ans     | 28,4   |

| Hommes | Classe d’âge | Femmes |
| ------ | ------------ | ------ |
| 1,1    | 90 ou +      | 2,6    |
| 10,1   | 75-89 ans    | 12,6   |
| 22     | 60-74 ans    | 23,2   |
| 20,1   | 45-59 ans    | 19,7   |
| 16,1   | 30-44 ans    | 15,6   |
| 15,2   | 15-29 ans    | 12,7   |
| 15,4   | 0-14 ans     | 13,6   |

## Culture locale et patrimoine

### Lieux et monuments
La commune compte de nombreux bâtiments répertoriés par le service de l’inventaire du conseil régional de Poitou-Charentes. Parmi les plus remarquables, on peut relever :
- L'abbaye cistercienne de La Grâce-Dieu, fondée en 1136, incendiée au cours de la guerre de Cent Ans vers 1395. Elle a ensuite été reconstruite avant d’être à nouveau détruite à la fin du XVIe siècle, cette fois par les Huguenots. Elle a de nouveau été reconstruite au début du XVIIIe siècle. Il en reste le logis abbatial qui est un monument historique inscrit par arrêtés du 5 mars 1965 et du 21 septembre 1990[31],[32].
- L'église Saint-Pierre. Construite au XIIe siècle cette église, par sa simplicité et le caractère de ses voûtes, rappelle le style roman. Elle a été complètement dévastée au cours des siècles (peste, Guerre de Cent Ans et guerres de religion, révolution…) et finalement réparée après l'éloignement de ces périodes troublées. Elle possède un beau retable avec un tabernacle en bois sculpté.
- La tour Duguesclin. Du château médiéval de Benon, il ne reste que cette tour qui devait être une tour d'angle de la courtine.
- La tour de l’Horloge située au centre du bourg. Sur la pancarte fixée en bas de la tour, on peut lire : « Elle a été construite en 1877. D'une hauteur de dix-huit mètres, elle supporte l'horloge, offerte par l'avocat de la commune, ayant obtenu des dommages et intérêts, à la suite d'un retentissant procès contre la Princesse de Beauvau-Craon, laquelle voulait imposer sa noble présence sur tous les alentours. Le curé s'étant opposé à placer l'horloge au fronton de l'église, la réalisation de l'édifice fut décidée à une faible majorité du Conseil municipal. La population l'appelle vulgairement "La Tour des six sots", car son prix de revient s'éleva à cinq fois celui de l'horloge. »
- Deux ensembles de tumuli datés du Néolithique ont été découverts dans la forêt de Benon, au Champ Châlons et dans le bois de Mille Écus.

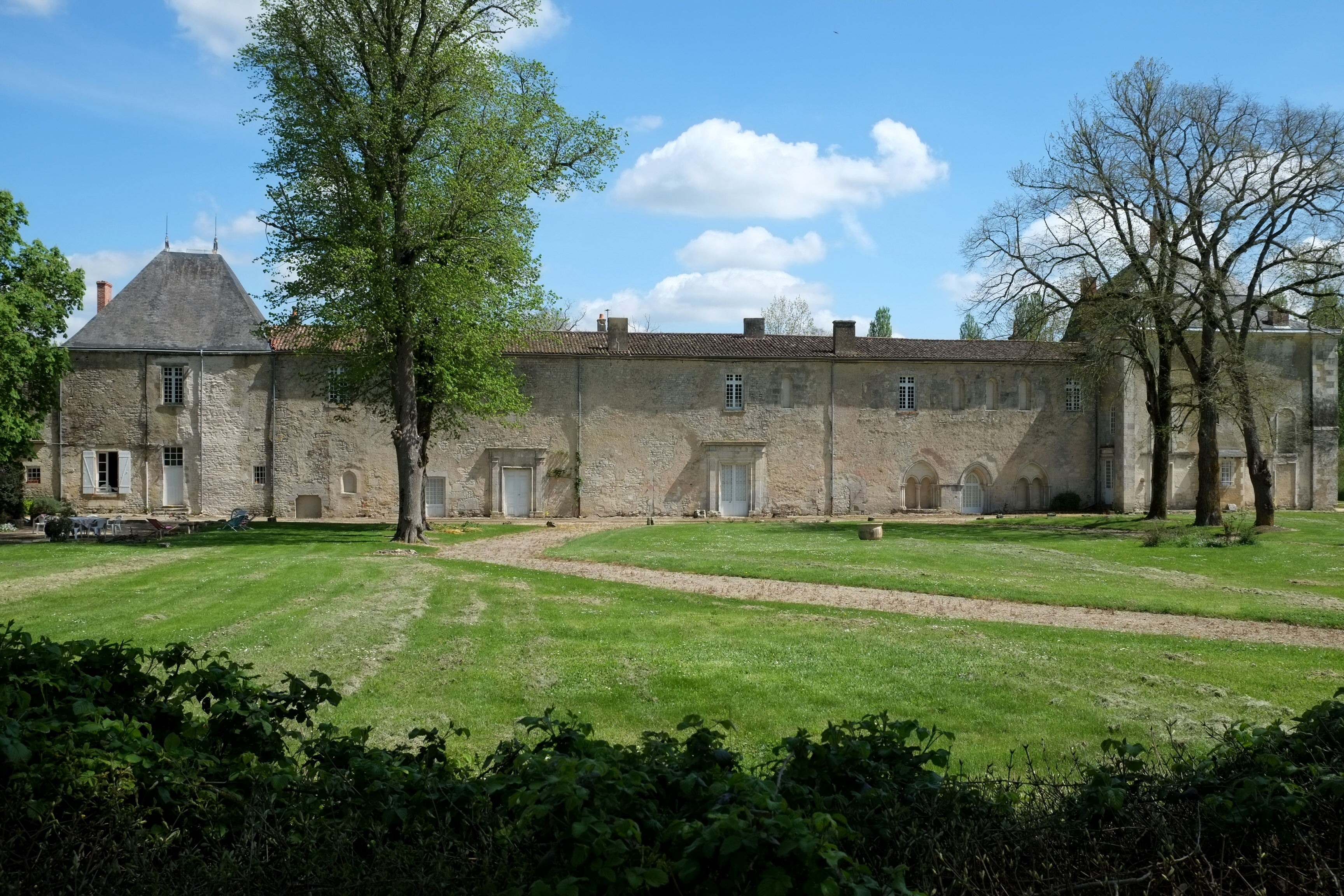
Abbaye de La Grâce-Dieu, bâtiment principal.
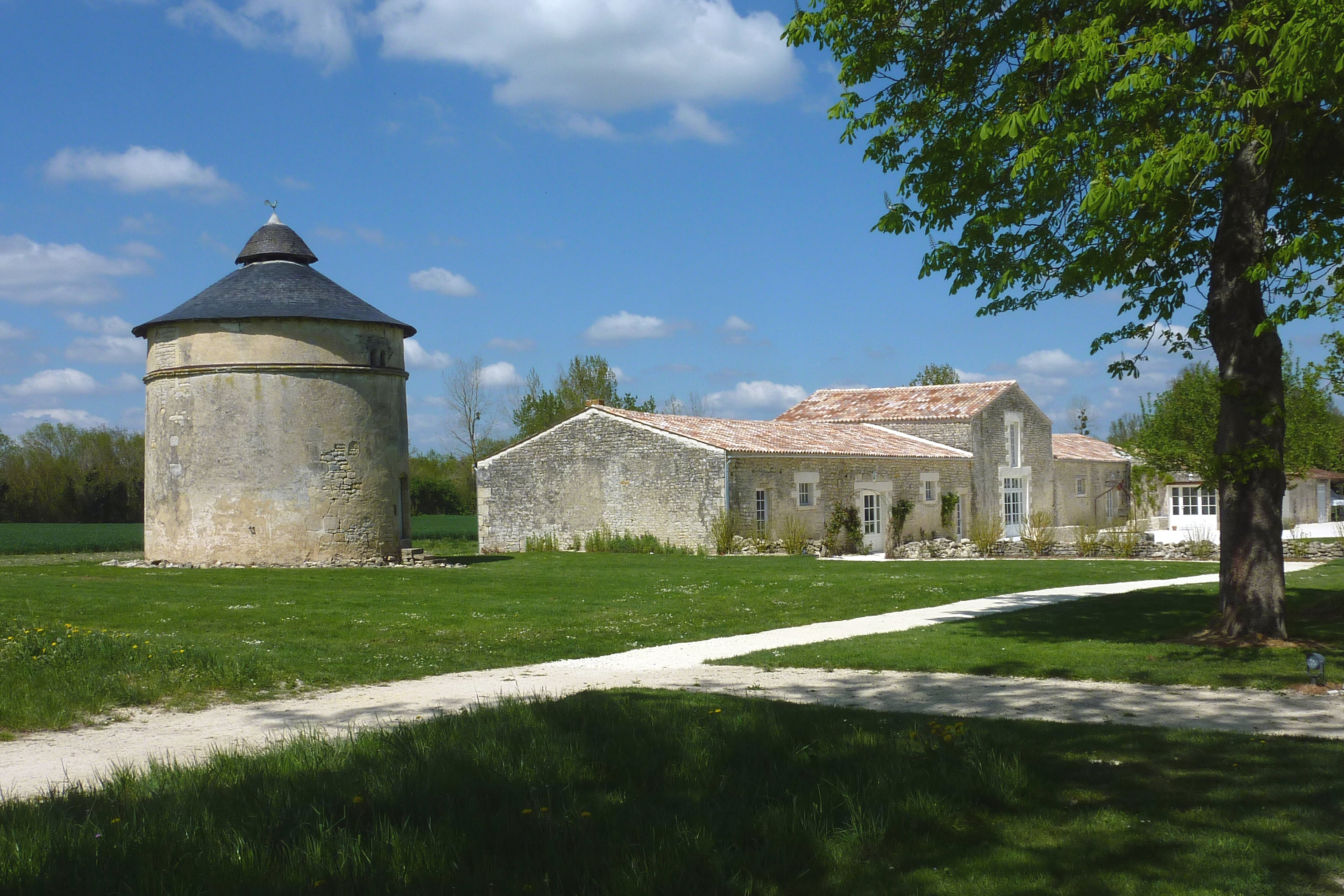
Abbaye de La Grâce-Dieu, pigeonnier et dépendances.
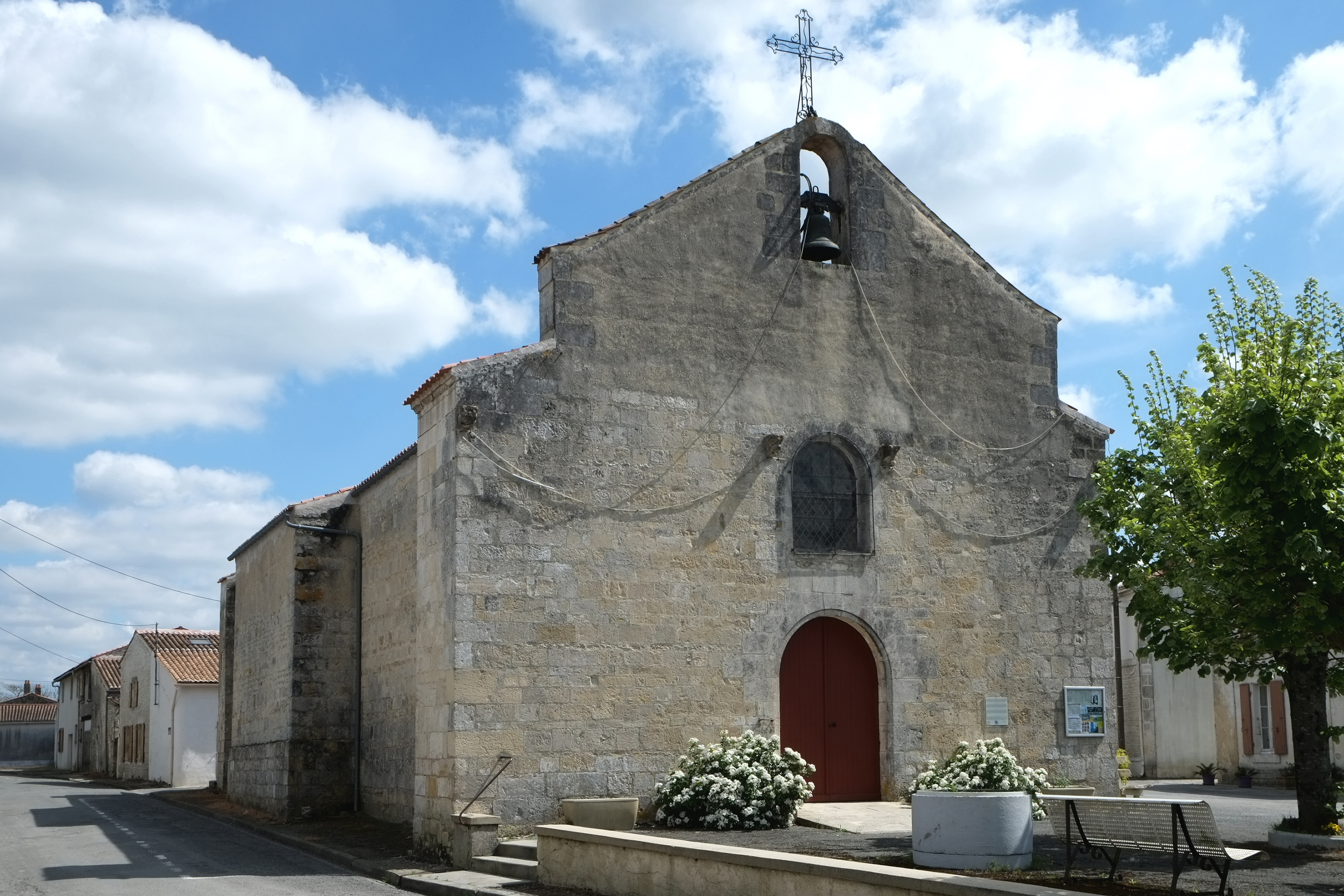
Église Saint-Pierre.
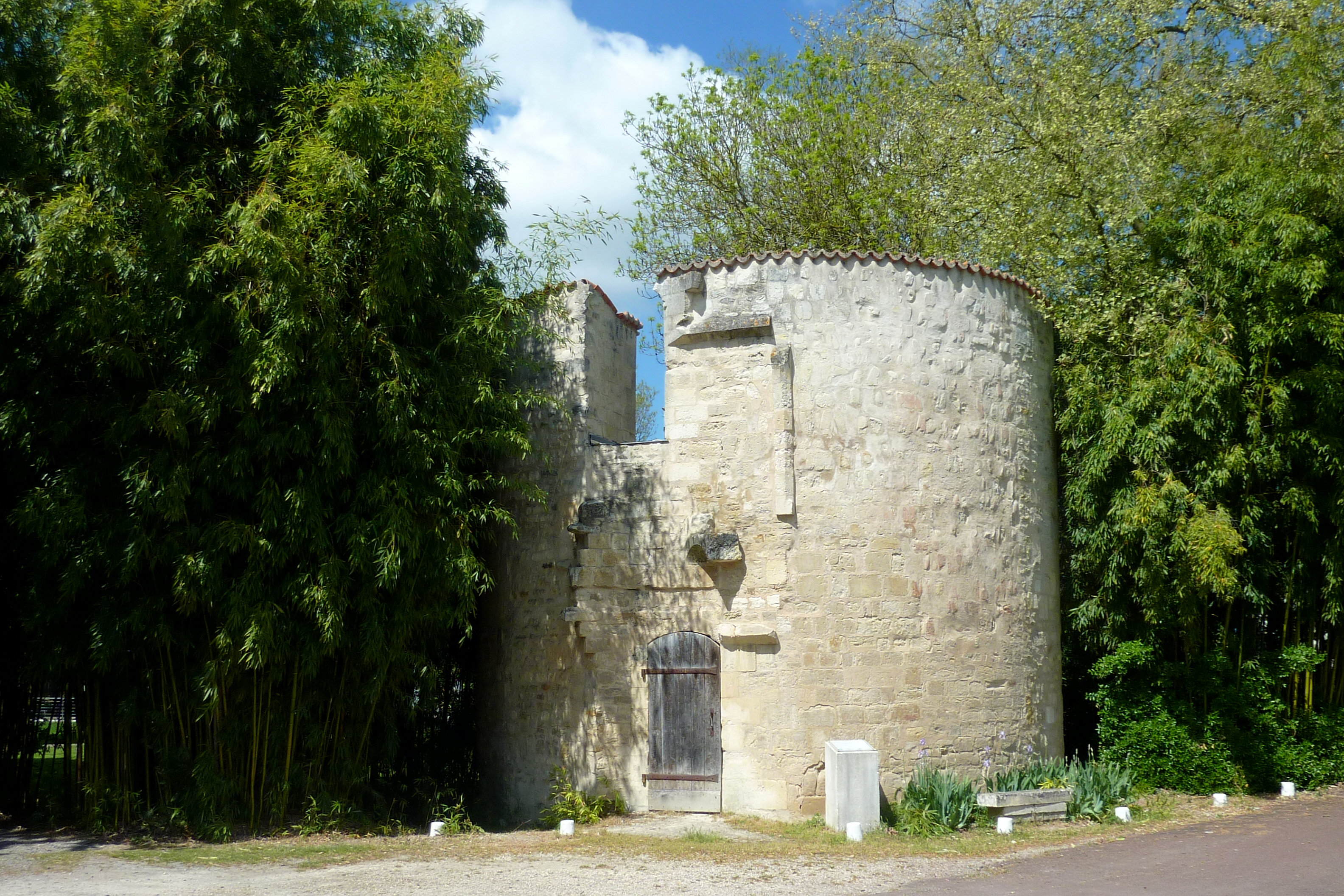
Tour Duguesclin.
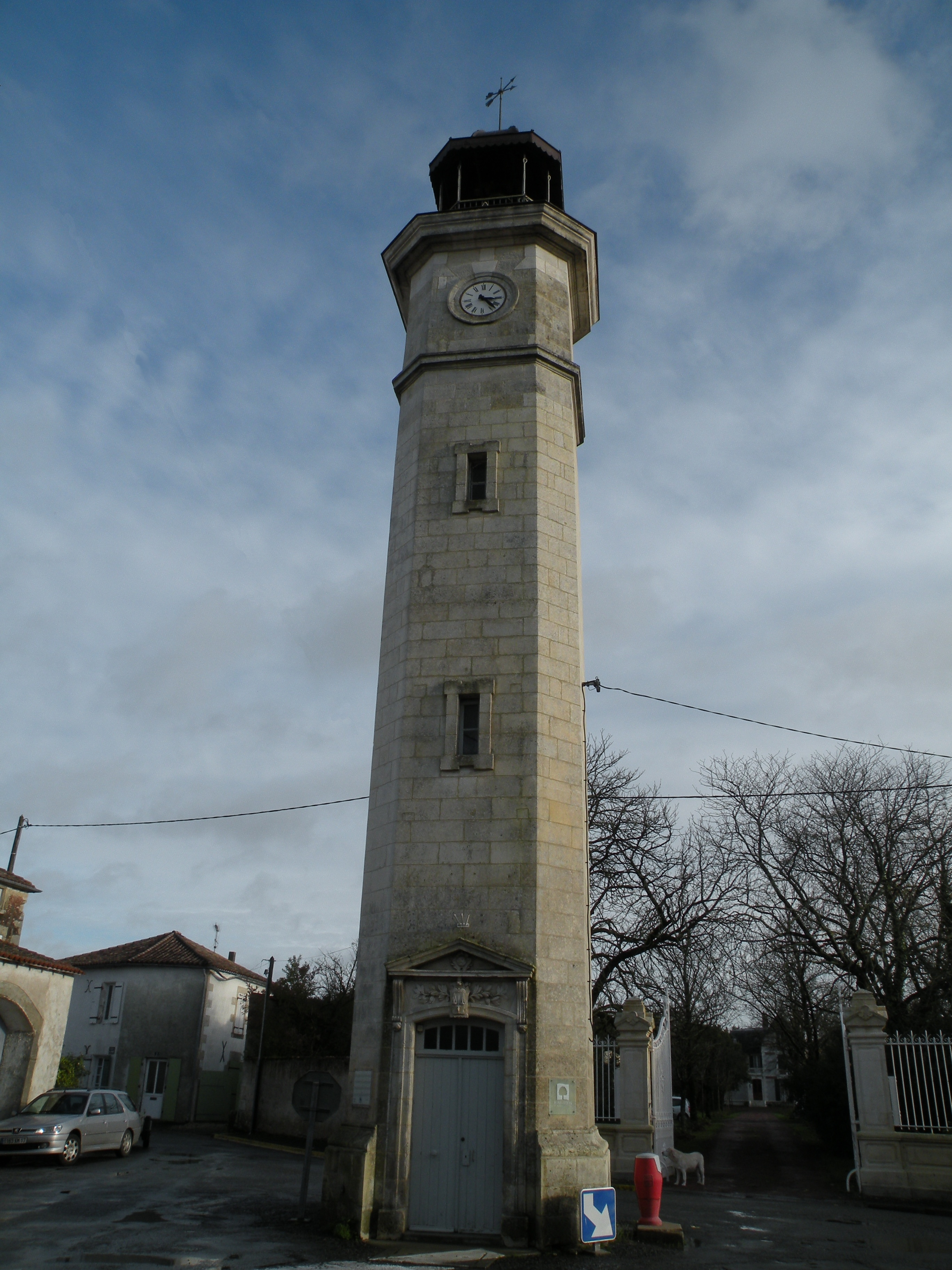
La tour de l'Horloge.

### Personnalités liées à la commune
- Christian de La Motte Rouge (1897-1944), officier et résistant français mort en déportation au camp de sûreté de Vorbruck-Schirmeck, s'y est marié. Son nom figure sur le monument aux morts de la commune.

## Pour approfondir